# Louis (auteur)
Pour les articles homonymes, voir Louis.
Louis, de son vrai nom Stéphane Louis, est un dessinateur et scénariste de bande dessinée né en 1971. 

## Biographie
Il est le dessinateur de la série Tessa, agent intergalactique, avec Nicolas Mitric au scénario, du tome 1 de 42 Agents intergalactiques et du tome 9 de la série kookaburra universe, dont il signe aussi le scénario.
Il est également l'auteur des illustrations de Guardians Chronicles, jeu de plateau semi-coopératif mettant en scène une équipe de super-héros édité par The Red Joker et Iello et financé via la plateforme participative Kickstarter.
Il dessine également la mascotte du magazine Lotus Noir ainsi que celle de la revue belge Ché.

## Publications
- 42 Agents intergalactiques (tome 1), 2010, Soleil

Au scénario et au dessin, couleurs de Sébastien Lamirand
- 42 Agents intergalactiques (tome 2), 2010, Soleil

Au dessin, avec Jean-Marc Lainé au scénario et Sébastien Lamirand aux couleurs
- Carmen Mc Callum - T17 - Cyberie[1], 2019, Delcourt

Au dessin, avec Fred Duval au scénario et Scarlett Smulkowski aux couleurs
- Edgar Allan Poe - T1 : Hantise (2014), scénario de Stéphane Louis, dessins de Bastien Orenge et Thomas Verguet, couleurs de Véra Daviet, Soleil collection 1800

- Escobar, le dernier Maya (tome 1)[2], Le Lombard, 2011
- Escobar, L'esprit de la cité (tome2), Le Lombard, 2012

Au scénario et au dessin, couleurs de Véronique Daviet
- Husk (tome 2) Soleil

Au scénario, avec Arnaud Boudoiron aux dessins et couleurs
- Khaal, Chroniques d'un empereur galactique

Au scénario, avec Valentin Sécher aux dessins et couleurs
- Kookaburra Universe (tome 9), 2008, Soleil

Au scénario et au dessin, couleurs de Sébastien Lamirand
- Kookaburra Universe (tome 13), 2010, Soleil

Au scénario, avec Arnaud Boudoiron aux dessins et Sébastien Lamirand aux couleurs
- Martin Bonheur [3],[4], Bamboo, 2015

Au dessin, avec Jérôme Félix (scénario) et Véra Daviet aux couleurs
- Mon homme (presque) parfait, Bamboo, 2018

Au dessin, avec Bernard Jeanjean au scénario et Véra Daviet aux couleurs
- Mon père ce poivrot [5], Bamboo, 2019

Au scénario, avec Véra Daviet au dessin et aux couleurs
- Sept clones tome 10 - octobre 2011 Delcourt

Au scénario, avec Stéphane De Caneva au dessin et Véra Daviet couleurs
- Seul survivant T1, T2, T3, Les Humanoïdes Associés, entre 2016 et 2019

Au concept, avec Thomas Martinetti et Christophe Martinolli au scénario avec Jorge Miguel et à la couleur (tome 1)  ,,, puis Jose Malaga au dessin et Javi Montes aux couleurs (tome 2 ,, et tome 3 ,
- Tessa, agent intergalactique, 7 tomes parus (2004 à 2015) + intégrale des tomes 1 à 3 (2006) + 1 coffret : tome 1 à 4 (2007), Soleil

Au dessin, avec Nicolas Mitric au scénario et Sébastien Lamirand aux couleurs